# Municipio de Curtin
El municipio de Curtin (en inglés: Curtin Township) es un municipio ubicado en el condado de Centre en el estado de Pensilvania. En el año 2000 tenía una población de 551 habitantes y una densidad poblacional de 4,8 personas por km².

## Geografía
El municipio de Curtin se encuentra ubicado en las coordenadas 41°05′00″N 77°46′59″O / 41.08333, -77.78306.

## Demografía
Según la Oficina del Censo en 2000 los ingresos medios por hogar en la localidad eran de $32,188 y los ingresos medios por familia eran $35,875. Los hombres tenían unos ingresos medios de $27,500 frente a los $21,136 para las mujeres. La renta per cápita para la localidad era de $12,649. Alrededor del 9,8% de la población estaban por debajo del umbral de pobreza.